# Église Sainte-Croix de Rixensart
L'église Sainte-Croix est une église de style néo-baroque située à Rixensart dans la province belge du Brabant wallon.

## Localisation
L'église est située rue de l'Église, contre le château de Rixensart dont elle borde l'avant-cour à l'ouest.

## Historique
Initialement se dressait à cet endroit la chapelle castrale du château de Rixensart, érigée en 1711 environ.
La chapelle castrale devint l'église paroissiale Sainte-Croix en 1803.
Elle fut agrandie en 1910 par le comte Hermann de Merode, marquis de Trélon, et son épouse Amélie de la Rochefoucauld.
Elle fut presque complètement détruite par un incendie le 6 juin 1937.
L'église actuelle a été reconstruite en 1938 par les soins du prince et de la princesse Félix de Merode, et bénite par le cardinal van Roey le 20 mai 1938.
Après trois siècles d'occupation du château, la famille de Merode met le château, son domaine d'environ 130 hectares et l'église en vente publique le 21 juin 2018,,.

## Architecture
Édifiée en style néo-baroque, l'église présente des matériaux similaires à ceux de la tour-porche du château : soubassement en pierre blanche, maçonnerie de briques rouges, bandes horizontales de pierre blanche et ancres de façade en forme de fleur de lys.
La façade principale, orientée au sud, est percée d'un portail et d'une fenêtre à arc cintré et à claveaux saillants.
Cette façade est prolongée vers l'ouest par une chapelle éclairée par une belle fenêtre dont l'encadrement de pierre blanche présente un arc surbaissé à clef en saillie, surmonté d'un puissant larmier.
Le bras oriental du transept est percé d'une grande rose à encadrement de pierre blanche et claveaux saillants, surmonté d'une niche abritant une statue. Il est orné d'ancres de façade en forme de fleur de lys, comme la façade principale.
La croisée du transept est surmontée d'une petite tour entièrement couverte d'ardoises comprenant quatre baies à abat-sons surmontées d'une minuscule flèche à bulbe.
|  |  |